# 경혜여자고등학교
경혜여자고등학교(耕慧女子高等學校)는 대한민국 부산광역시 북구 구포동에 있는 사립 고등학교이다.

## 학교 연혁
- 1985년 2월 21일 : 학교법인 태양학원 설립, 송금조 이사장 취임
- 1985년 12월 24일 : 부산 북구 구포1동 산 10-1에 본 교사 건축 착공
- 1986년 11월 22일 : 학교설립 인가(30학급)
- 1986년 12월 3일 : 초대 이규철 교장 취임
- 1987년 2월 10일 : 일반교실 35개, 특별교실, 보조교실 36개 총 71개 교실 준공
- 1987년 3월 4일 : 개교 및 제1회 입학식 거행(10학급 571명)
- 1999년 11월 26일 : 체육관(경암관) 및 연구동 완공
- 2008년 3월 1일 : 학교법인 태양학원 제2대 진애언 박사 이사장 취임
- 2010년 7월 5일 : 교육과학기술부주관 창의경영학교(영어중점자율학교)선정
- 2021년 3월 1일 : 제13대 박용태 교장 취임
- 2024. 3.1  김영원 교장선생님 취임

## 참고 자료
- 경혜여자고등학교 - 한국교육학술정보원 학교알리미